# Ancistrocerus similis
Ancistrocerus similis är en stekelart som först beskrevs av Smith 1857.  Ancistrocerus similis ingår i släktet murargetingar, och familjen Eumenidae. Inga underarter finns listade i Catalogue of Life.